# Сиротюк, Сергей Наумович
Сергей Наумович Сиротюк (24 мая 1919, Уланов, Подольская губерния — 29 января 1982, Кишинёв) — гвардии полковник Советской Армии, участник Великой Отечественной войны, Герой Советского Союза (1945).

## Биография
Сергей Сиротюк родился 24 мая 1919 года в селе Уланов (ныне — Хмельницкий район Винницкой области Украины). После окончания семи классов школы работал печатником. В 1940 году был призван на службу в Рабоче-крестьянскую Красную Армию. С начала Великой Отечественной войны — на её фронтах. В 1943 году окончил пулемётное училище.
К декабрю 1944 года капитан Сергей Сиротюк командовал батальоном 659-го стрелкового полка, 155-й стрелковой дивизии, 30-го стрелкового корпуса, 7-й гвардейской армии, 2-го Украинского фронта. Отличился во время освобождения Будапешта. В период с 25 декабря 1944 года по 13 января 1945 года батальон С. Н. Сиротюка зачистил несколько десятков кварталов венгерской столицы. Штурмом взяв здание парламента Венгрии, воины батальона водрузили на его куполе Красное Знамя.
Указом Президиума Верховного Совета СССР от 28 апреля 1945 года капитан Сергей Сиротюк был удостоен высокого звания Героя Советского Союза с вручением ордена Ленина и медали «Золотая Звезда».
После окончания войны продолжил службу в Советской Армии. В 1949 году окончил Военную академию имени М. В. Фрунзе. В 1974 году в звании полковника С. Н. Сиротюк был уволен в запас. Проживал и работал в Кишинёве. Скончался 29 января 1982 года.
Был также награждён орденом Отечественной войны 2-й степени и тремя орденами Красной Звезды, рядом медалей.